# دورس (بعلبك)
دورس هي إحدى القرى اللبنانية من قرى قضاء بعلبك في محافظة بعلبك الهرمل. تقع على بعد حوالي 3 كم (2 ميل) جنوب غرب بعلبك في سهل البقاع و81 كم عن بيروت وترتفع عن سطح البحر 1110 م . وهي موقع مزار إسلامي من القرن الثالث عشر ومقبرة من أواخر العصر الإمبراطوري الروماني وتخضع حاليًا للبحث الأثري.
تقع البلدة على المدخل الجنوبي لمدينة بعلبك، يحدها جنوبا الطيبة والأنصار وشمالا بعلبك وشرقا عين بورضاي وغربا مجدلون وحوش بردى. تعتبر من أبرز البلدات البقاعية لأنها تقع على الطرف الجنوبي للبقاع الشمالي، كما أنها بمثابة بوابة عريضة لمدينة الشمس بعلبك وتابعة لها، ويمكن الوصول لها من خلال الطريق الدولي اوتوستراد (الرياق-بعلبك)

## التسمية
يُرجح علماء اللغة بنسبة كبيرة أن لفظ (دورس) لا ينتمي للغات السامية فلا يوجد لفظ سامي مشابه له. وهو اسم تاريخي اختلف المؤرخون على مصدره هل هو نسبة للملك داريوس أو للاميرة دوريس أو لشخصية أخرى. ويعتقد البعض أنه اسم لإلهة إغريقية (دوريس)، أو ملك فارسي يُدعي (داريوس).

## التاريخ
مرّت على بلدة دورس عدة حضارات: الرومانية، البيزنطية، الفينيقية والدولة المملوكية ودليل على ذلك العثور على بعض الاثار التي تعود للحقبة الرومانية ومن أهمها مذبح روماني ويتم عرضه حالياً في قلعة بعلبك.

## الجغرافيا

### أحياء البلدة
حيّ البير، حيّ القرية، حيّ التّعاضد، شعب القبّة، حيّ الشحادية، حيّ آل طبيخ، حيّ الفيلات، الحديديّة، الأنصار، الجبل، البيّاض، الحمرا، الأهلي والرّوضة.
الأنصار استقلت عن دروس وكانت عبارة عن قرية نموذجية تقع في الجنوب الغربي من بلدة دورس.
ونشأت مؤخراً دروس الجديدة أو دروس التحتا (بلدة تجارية وصناعية) ويفصلها عن دروس القديمة طريق بعلبك الدولي.

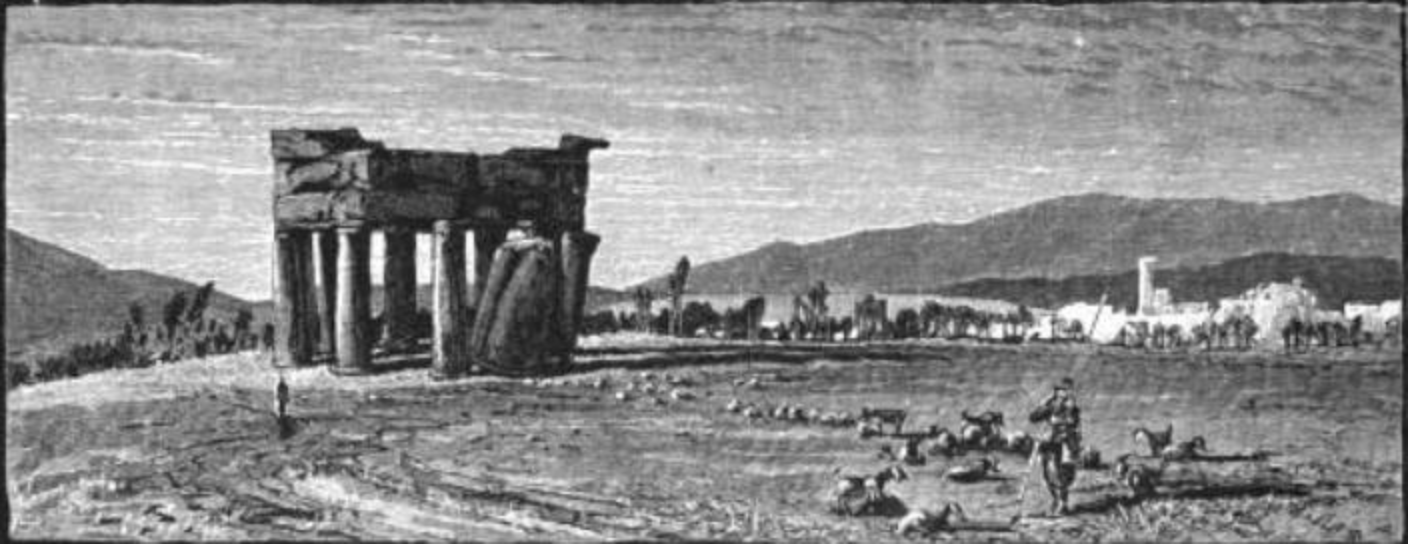
تبين الصورة قرية دورس عام 1881

### السكان
عدد سكانها في ازدياد مستمر نظرا للحركة العمرانية الناشطة ويقدربحوالي 14.000 نسمة، اما المسجلون فعددهم ستة آلاف تقريبا.
اتجه أكثر من 1000 نسمة إلى الهجرة الخارجية خاصة إلى (أمريكا، فرنسا، البرازيل ودول الخليج) وقد برز الكثير منهم في دول الأغتراب في كافة المجالات.
تتميز دورس كباقي لبنان بالتنوع الطائفي حيث يعيش بها أديان ومذاهب مختلفة: مسلم (شيعي وسني) ومسيحي (ماروني وكاثوليكي).

### الموارد
موارد البلدة الاسساسية زراعية إضافة إلى الحركة التجارية والصناعية والتوظيف في القطاعين العام والخاص والمهن الحرة.
بالنسبة للزراعة فقد اشتهرت البلدة قديماً بزراعة الخضار والحبوب بكل الأنواع. أما حالياً تشتهر بزراعة البطاطا والقمح بالإضافة إلى الكروم (العنب)، أشجار التين، اللوز والصنوبر المثمر. قربها من مدينة الشمس بعلبك ساعدها على أن تكون مركزاً للعديد من المؤسسات الاقتصادية بالإضافة إلى عدد من الفنادق والمطاعم وصالات الأفراح ومراكز رسمية وخاصة.
أما بالنسبة للصناعة فيعتبر من أهم المؤسسات الصناعية مركز تجميع الحليب ويقع عند المدخل الجنوبي لمدينة بعلبك وأقيم بتمويل من صندوقي (الأوبك) و (إيفاد) وافتتح عام 2001.

## المجلس البلدي
تأسس أول مجلس بلدي فيها برئاسة سعيد نجيب نجيم عام 1936. تميزت بلدية دورس بتضامن مجلسها وسهره على المصلحة العامة وتأمين كافة المستلزمات والخدمات الضرورية للبلدة وراحة اهلها وسكانها. وهي عضو في إتحاد بلديات بعلبك الذي يترأسه عضو المجلس البلدي شفيق قاسم شحادة منذ العام 2022 ، وقد انجزت البلدية مشاريع أساسية ورئيسية أغلبها بمساعدة الإتحاد منها بناء القصر البلدي ، بناء مركز دورس الصحي لرعاية الأم والطفل ، تشييد ثلاث خزانات لمياه الشفة وثلاث آبار وتمديد الشبكات لها ، تركيب ثلاث محطات طاقة شمسية لآبار مياه الشفة ، إنشاء حديقة عامة قرب المبنى البلدي، غرس حوالي عشرة آلاف شجرة على جوانب الطرق وفي الساحات وتؤمن لها الصيانة والحماية والري، تركيب مصابيح تعمل على الطاقة الشمسية، تعبيد عشرات الطرقات الداخلية في البلدة، زراعة الفاصل الوسطي على الطريق الدولي بالشتول والورود ، الحصول على آليات لرفع النفايات وجرافتين صغيرة وكبيرة من إتحاد البلديات وغيرها الكثير من المشاريع التنموية.

## المعالم الاثرية

### «قبة دورس»
ويعود أصلها إلى عصر الدولة الأيوبية، وهي عبارة عن قبة فوق ثمانية أعمدة من الجرانيت الأحمر، ويقال أن احجرها تعود إلى حطام قلعة بعلبك الأثرية وتقع على يسار مدخل بعلبك الجنوبي (بلدة دورس) وكانت المنطقة في الماضي عبارة عن مقبرة عظيمة تعود إلى العصر الروماني.

### «المقلع الروماني»
تقع على سفح جبل الملاح وهي صخور محفورة مازالت قائمة حتى الآن حيث تمتاز الضواحي بجودة الحجارة مما مكن الرومان من نحتها بقياسات كبيرة دون الخوف من تفتتها.

### "دير الرهبان
ييقع على تلة جنوب البلدة، وقد دُمر هذا الدير في عهد العثمانين ولم يبق منه سوى آثار لحجارة قديمة منحوتة.
«مسجد الخضر» و«دير مار الياس» وهما من المقامات المقدسة قديمة العهد يقصدها المصلون كما السياح.

## المنشآت المدنية
يحتوي نطاقها البلدي على عدد من المستشفيات والمؤسسات التربوية والأدارات العامة، تتميز دورس كونها نموذجا للعيش الواحد بكافة الطوائف والمذاهب.

### جمعيات أهلية
- جمعية التوجيه والتطوير الإنمائية.
- جمعية آل شحادة الخيرية الإجتماعية.
- نادي العلى الرياضي الثقافي الاجتماعي.[7]
- حركة العيش المشترك.
- جمعية إنماء دورس.
- رعية مار الياس الخيرية.
- شبيبة مار الياس.
- لجنة وقف مار الياس.
- جمعية دورس الخيرية الإجتماعية.
- مرسم ومتحف النقطة الإشراقيّة.
- جمعية نهضة المرأة البقاعية.

### مؤسسات تربوية
- ثانويتان رسميتان.[7]
- مدرسة رسمية.
- كلية العلوم-الجامعة اللبنانية.
- معهد العلوم التطبيقية "كنام".
- معهدان مهنيان خاصان.
- ثلاث ثانويات خاصة.

### المستشفيات
- دار الأمل الجامعي.[7]
- مستشفى «المرتضى».
- مركز دورس الصحي لرعاية الأم والطفل الذي تديره مؤسسة عامل الدولية.

## أعلام من القرية
- نادين نجيم ملكة جمال لبنان 2004.[7]
- رئيس المحكمة العسكرية العميد منير شحادة.
- العميد الركن غسان سعيد نجيم.
- العميد عبده مخايل نجيم.
- رئيس إتحاد بلديات بعلبك شفيق قاسم شحادة.
- معاون قائد الدرك العقيد مؤذن فرج.
- قائد كلية الضباط العميد الركن غازي فرج.
- الملازم أول الطيار الشهيد خالد فرج.
- رئيس مركز الدراسات العربي الأوروبي الدكتور مهدي قاسم شحادة.
- طبيب القلب البروفيسور عباس علي شحادة.
- الدكتور الجامعي عماد غرلي.